# DNA-DNA-hybridisatie
DNA-DNA-hybridisatie is het vergelijken van de samenstelling van het DNA van twee verschillende organismen. Daarbij wordt gekeken naar de mate waarin DNA-hybridisatie (het samenvoegen van twee complementaire DNA-strengen tot een dubbele helix) plaatsvindt. Dit is een techniek om twee verschillende DNA-volgorden kwalitatief of semi-kwantitatief met elkaar te vergelijken.
Men doet dat door een overeenkomstig stuk DNA uit twee bronnen, bijvoorbeeld van een paard en een zebra eerst in de afzonderlijke strengen te splitsen, met elkaar te mengen en dan weer te laten verenigen tot een dubbele helix. Als de twee strengen veel op elkaar lijken zal dat een stabieler geheel opleveren dan wanneer er op veel plaatsen een verschil in het molecuul zit. Op die plek kan het molecuul zich dan namelijk niet goed aan zijn partner hechten. 
Men kan de graad van hechting bepalen, bijvoorbeeld door de temperatuur te meten waarbij de helix weer in afzonderlijke strengen uiteenvalt. Deze temperatuur wordt wel de smelttemperatuur genoemd, hoewel dat enigszins in overdrachtelijke zin gezien moet worden.
Door hybridisatie-experimenten te doen tussen een aantal verschillende soorten dieren, kan een maat voor de onderlinge verwantschap worden verkregen. In de jaren 1980-1990 is deze techniek populair geweest, maar na die tijd is het mogelijk geworden om zeer eenvoudig de base-volgorde van het te onderzoeken DNA te bepalen. Vergelijking van de base-volgorde is een statistisch veel rijkere bron van informatie. Het latere vergelijkend onderzoek naar stamverwantschap is dan ook vrijwel uitsluitend op deze veel betrouwbaardere methode gebaseerd en daarmee is de DNA-hybridisatietechniek op de achtergrond gedrongen.